# Kaplica grobowa rodziny Klausów w Mysłowicach
Kaplica grobowa rodziny Klausów w Mysłowicach – kaplica w Mysłowicach, położona na terenie tzw. „starego cmentarza” przy ulicy Mikołowskiej, w dzielnicy Mysłowice Centrum, wzniesiona w stylu neogotyckim w latach 1870–1871, wpisana do rejestru zabytków nieruchomych województwa śląskiego. 

## Historia
W 1811 roku w Mysłowicach, na rogu późniejszych ulic Oświęcimskiej i Mikołowskiej, został założony cmentarz rzymskokatolickiej parafii Najświętszego Serca Pana Jezusa. W latach 1870–1871 została na nim wzniesiona kaplica ufundowana przez mysłowickiego przemysłowca Antona Klausa, właściciela wielu mysłowickich kopalń, jako grobowiec rodzinny. Pod budowę kaplicy rodzina Klausów, na przełomie 1870 i 1871 roku, zapłaciła za miejsce na cmentarzu kwotę 1000 talarów, które później ks. Eduard Kleemann, proboszcz mysłowickiej parafii, wykorzystał na remont murów cmentarza.
W 1909 roku w kaplicy rodzinnej Klausów został pochowany budowniczy kościoła Najświętszego Serca Pana Jezusa, ks. Franciszek Klaszka. W latach 70. XX wieku kaplicę zaadaptowano na kaplicę grobową dla księży z mysłowickiej parafii. Szczątki księży zostały ekshumowane z nowego cmentarza, a na fasadzie kaplicy zostały zamocowane płyty epitafijne.
18 września 2003 roku kaplicę wpisano do rejestru zabytków nieruchomych.

## Charakterystyka
Kaplica grobowa rodziny Klausów położona jest na tzw. „starym cmentarzu” przy ulicy Mikołowskiej w Mysłowicach, na terenie dzielnicy Mysłowice Centrum. Usytuowana jest przy głównej alei cmentarza, z fasadą skierowaną ku wschodowi i jest jedną z większych kaplic na mysłowickiej nekropolii.
Jest to obiekt murowany z piaskowca, licowany zewnętrznie ciosami kamiennymi, z detalami z piaskowca, a wewnątrz otynkowany. Wzniesiony został na rzucie prostokąta, od zachodu zakończony jest trójbocznie. Kaplica kryta jest dachem dwuspadowym, pokrytym papą, a nad częścią zachodnią dachem trójspadowym. Powierzchnia użytkowa kaplicy wynosi 14 m², a jej kubatura to 90 m³.
Kaplica architektoniczne reprezentuje styl neogotycki. Jej elewacja jest oszkarpowana, zwieńczona pinaklami z żabką, u podstawy których znajdują się trójkątne pola. Fasada jest jednoosiowa, z prowadzącym do wnętrza kaplicy portalem drzwiowym z kratą o dekoracji w formie rybich łusek, z podziałem krzyżowym. Przed nim znajdują się kilkustopniowe kamienne schody. Ponad portalem umieszczono inskrypcję z napisem „Familie Klausa/1870”, nad którym znajduje się kamienna, wypełniona witrażem rozeta z czwórliściem w centrum. W elewacji zachodniej znajdują się dodatkowo niewielkie okienka w kształcie trójliścia.
Wnętrze kaplicy jest jednoprzestrzenne, dwuprzęsłowe, z trójboczną częścią ołtarzową i kryptą. Posadzka wewnątrz budowli jest marmurowa, czarno-kremowa. We wnętrzu znajduje się neogotycki ołtarz w formie mensy krzyżowej z krucyfiksem, a także secesyjna stela nagrobna Ernesta Breslera.
Kaplica wpisana jest do rejestru zabytków nieruchomych pod nr. A/93/03 – granice ochrony obejmują budynek kaplicy. Użytkownikiem obiektu jest rzymskokatolicka parafia Najświętszego Serca Pana Jezusa w Mysłowicach.

## Galeria

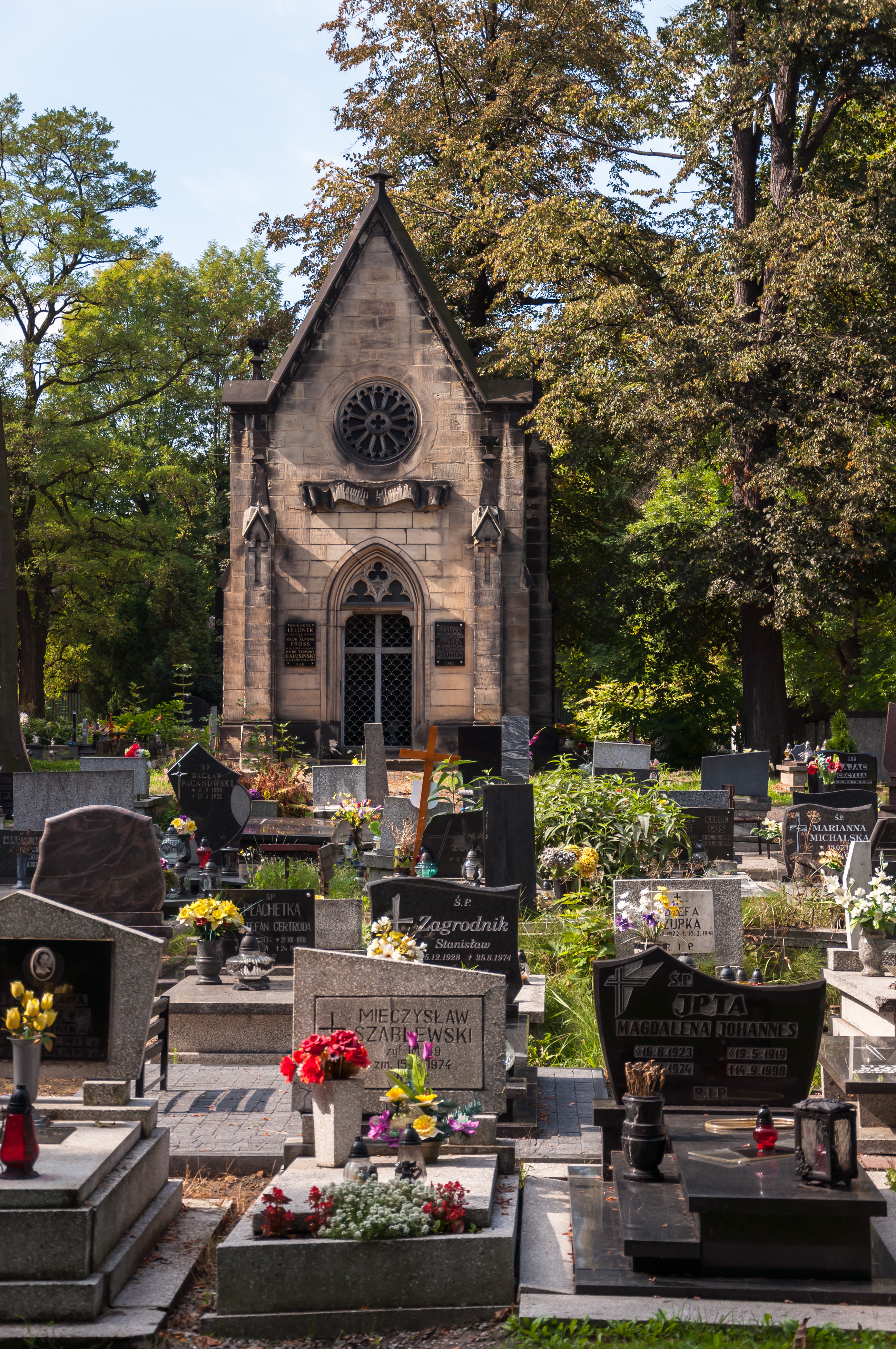
Kaplica of strony wschodniej (2013)
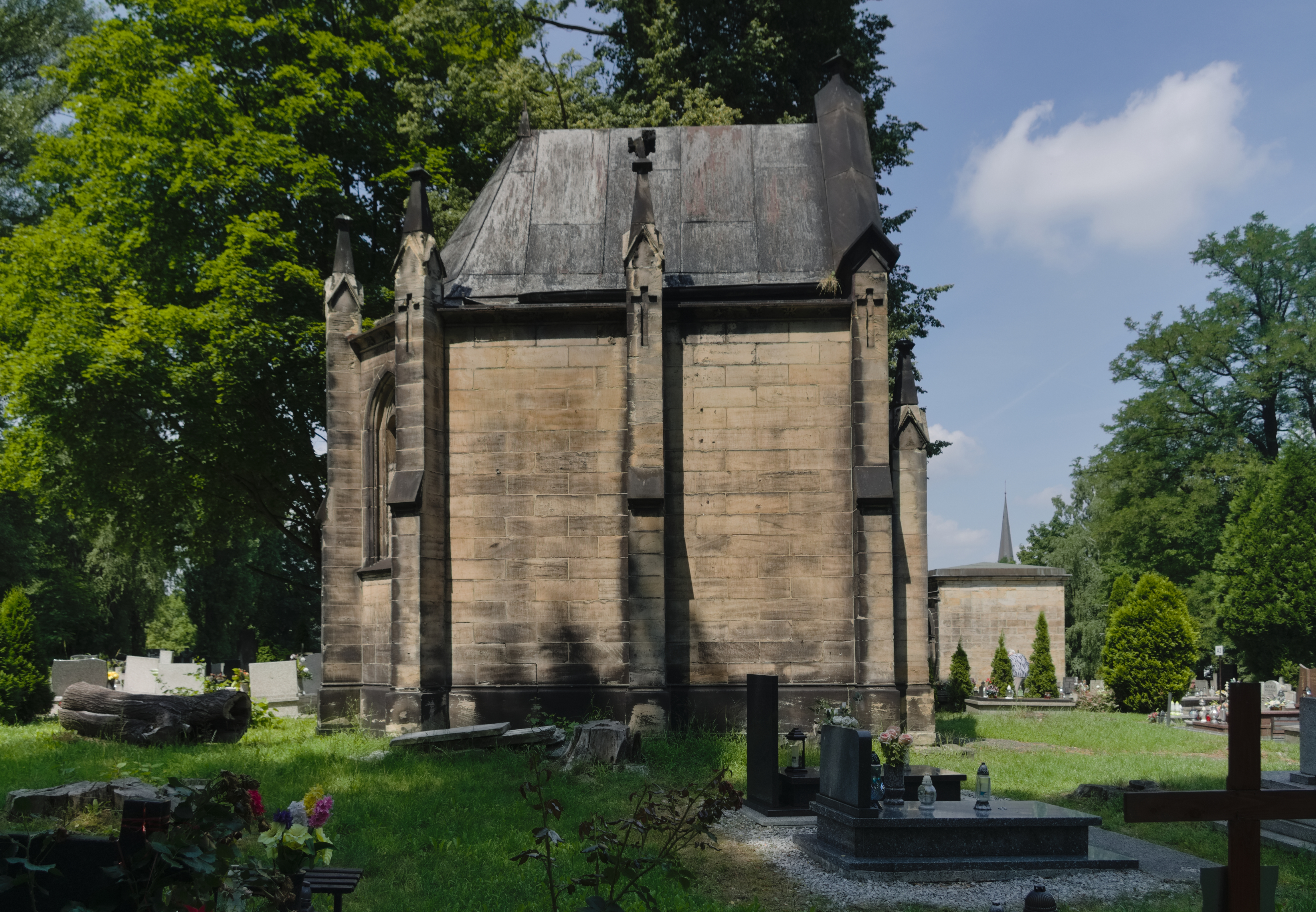
Kaplica od strony południowej (2021)
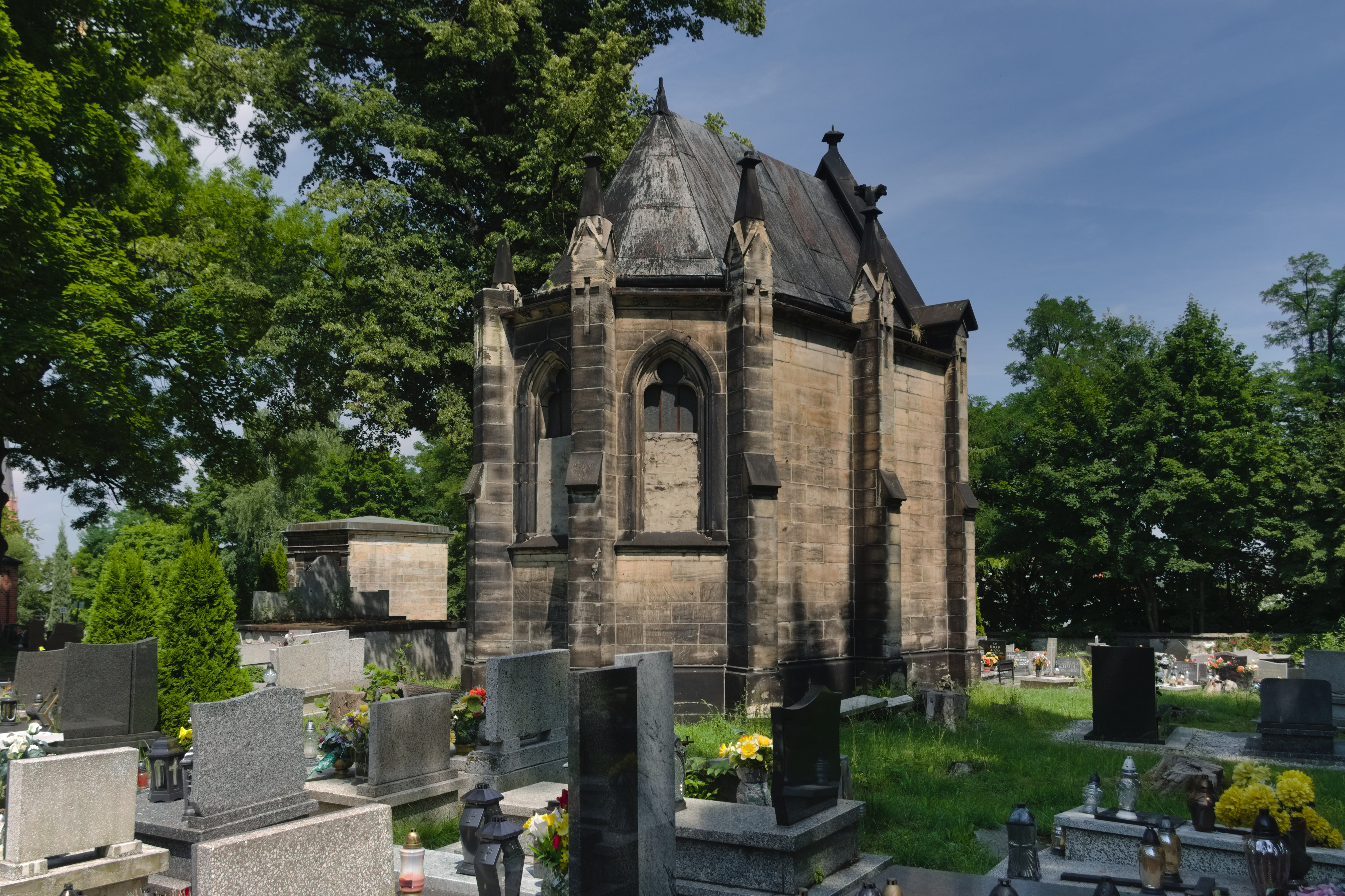
Kaplica od strony południowo-zachodniej (2021)
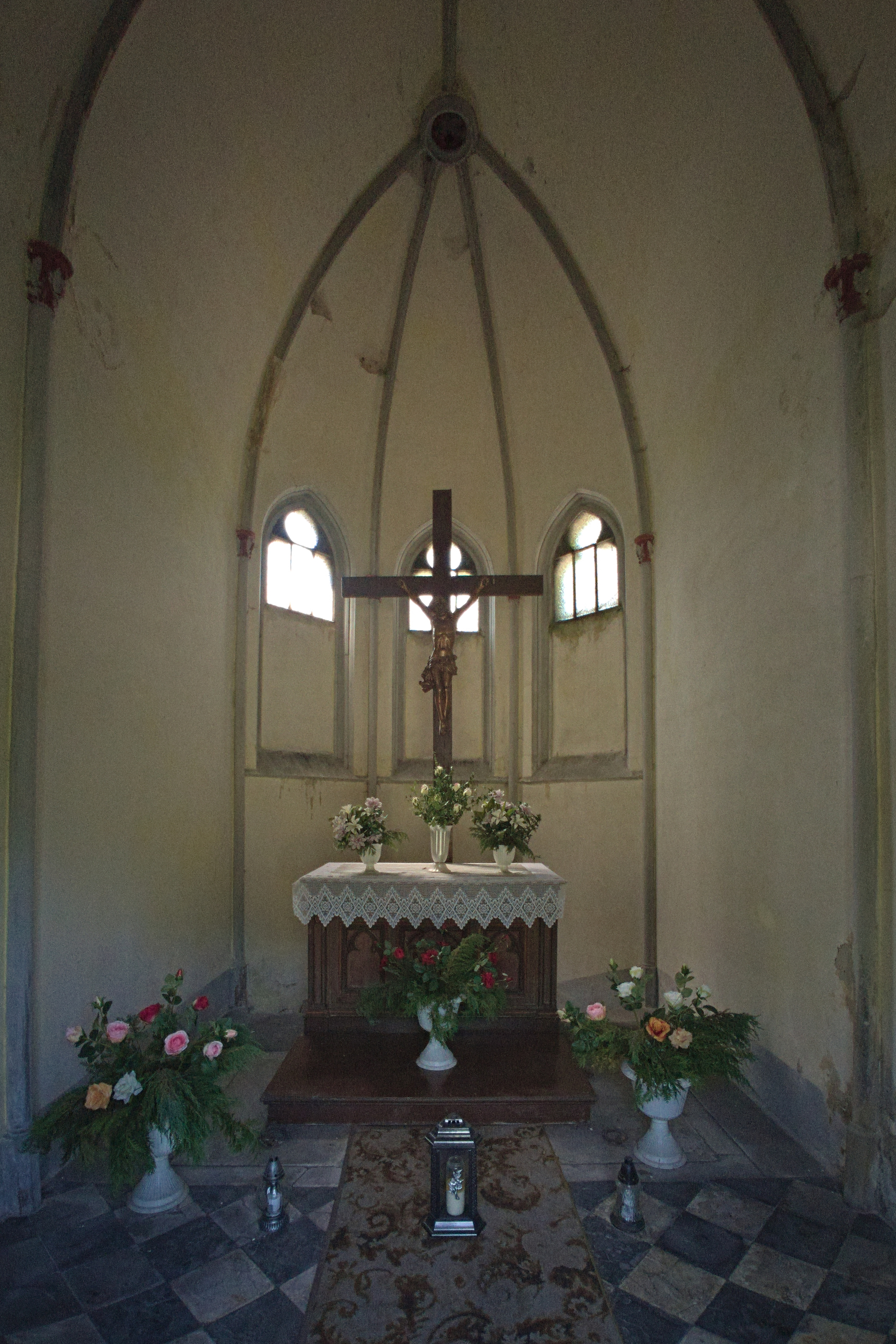
Wnętrze kaplicy (2021)